# Абсолон, Джон
Джон Абсолон (англ. John Absolon; 1815, Лондон — 1895, там же) — английский художник-акварелист, пейзажист.

## Биография
Джон Абсолон родился в Лондоне в 1815 году. В возрасте 15 лет он зарабатывал на жизнь в качестве художника-портретиста, а два года спустя он работал театральным художником-постановщиком, предоставляя фигуры для сценических постановок в Друри-лейн и Ковент-Гарден. Обучался живописи в Лондоне, а затем Париже. Мастер акварельной живописи. С 1839 года он выставлялся в Новом акварельном обществе, членом которого он стал до отъезда во Францию. Абсолон также создал ряд пейзажей Швейцарии и Италии.
Умер в Лондоне  5 мая 1895 года.
Среди его известных работ:
- Рыболовы (1845),
- Первая ночь в монастыре (1856),
- Сцена на побережье, Нормандия (1860, Музей Виктории и Альберта, Лондон)
- Goldsmith workshop (1860)
- У косарей (Художественная галерея Нового Южного Уэльса, Сидней).